# Szabadszállás
Szabadszállás – miasto na Węgrzech, w Komitacie Bács-Kiskun, w powiecie Kunszentmiklós.